# 100-й пограничный отряд войск НКВД
100-й пограничный отряд войск НКВД — соединение пограничных войск НКВД СССР, принимавшее участие в Великой Отечественной войне.

## История
Сформирован 17 марта 1940 года на базе 27-го пограничного отряда в составе войск НКВД Мурманского пограничного округа.
На 22 июня 1941 года отряд, насчитывая 617 человек личного состава, находился на обороне на участке советской государственной границы на побережье полуостровов Средний и Рыбачий.
В состав отряда входили 1-я пограничная комендатура в составе 1-й резервной пограничной заставы, 1-й — 4-й пограничных застав, 2-я пограничная комендатура и 2-я резервная пограничная застава в составе 5-й — 8-й пограничных застав, 3-я пограничная комендатура и 3-я резервная пограничная застава в составе 9-й — 14-й пограничных застав. Входил в состав Управления пограничных войск НКВД Мурманского пограничного округа.
Штаб отряда находился в посёлке Озерко.
В составе действующей армии с 22 июня 1941 по 30 ноября 1941 года.
С началом войны в ходе оборонительной операции был оперативно подчинён 135-му стрелковому полку 14-й стрелковой дивизии, который остался на обороне побережья. Подразделения в составе отряда, включая морские пограничные посты, вели непрерывное наблюдение за морем, в целях недопущения высадки морских десантов, а также вели разведку на островах в Баренцевом море и на занятом неприятелем побережье. Так, в августе-сентябре 1941 года из составе отряда были созданы четыре разведывательные группы, которые были высажены с торпедных катеров на финские острова Хейне-Саари и Ливни–Хейне-Саари, на остров Титовка и на полуостров Могильный, расположенные в Мотовском заливе.
С 29 июня 1941 года частью сил (6, 7, 8 пограничные заставы) вступил в тяжелейшие бои совместно с 95-м стрелковым полком 14-й стрелковой дивизии, развёрнутым на границе.. Эти подразделения отряда были полностью уничтожены.. Одновременно с этим, подразделения отряда вели бои на перешейке, ведущем на полуострова Средний и Рыбачий. Именно на участке этого отряда от начала губы Малая Волоковая и до побережья полуострова Среднего, войскам противника так и не удалось пересечь государственную границу СССР всё время войны.
Позднее отряд вошёл в состав войск 23-го укрепрайона
В сентябре 1941 года отряд (как и все остальные пограничные части Мурманского пограничного округа) был снят с передовых позиций (исключая продолжавшуюся оборону побережья) и был перенацелен на ведение диверсионных действий в тылу противника по специальному плану, одновременно осуществляя задачи охраны тыла района боевых действий. Из отряда была выделена рота численностью в 125 человек, для ведения партизанской войны с задачей уничтожения гарнизонов противника, баз, транспорта, средств связи, захвата пленных. Осуществляя внезапные налёты на тыловые части противника, отряд держал противника в постоянном напряжении и не позволял ему осуществлять диверсии в советском тылу.
30 ноября 1941 года переформирован в 100-й отдельный пограничный батальон войск НКВД.
С сентября 1941 года по март 1942 года отряд (впоследствии батальон) принимал участие в боевых операциях, в том числе, на рубеже реки Западная Лица, проведя более 20 операций на фронте и в тылу врага, в ходе которых было убито 1129 вражеских солдат и офицеров, ранено 295, захвачено в плен 7 офицеров. За мужество и отвагу, проявленные в этих боях, 85 пограничников получили правительственные награды.
В августе 1942 года батальон был снят с позиций на полуостровах и морем переправлен в район юго-западнее Беломорска. Вновь занял свои прежние позиции только после окончания Петсамо-Киркенесской операции

## Командиры
- майор Калеников Иван Иустинович